# Olivier van Deuren
Olivier van Deuren (Rotterdam, 21 dicembre 1666 – Rotterdam, 10 febbraio 1714) è stato un pittore olandese.